# Piledriver (album)
Piledriver is het vijfde studioalbum van de Engelse rockband Status Quo. Het werd in december 1972 uitgebracht en het was het eerste album dat door de groep zelf werd geproduceerd. In het Verenigd Koninkrijk werd het album door Vertigo Records uitgebracht. De meeste nummers op Piledriver waren originele composities van Status Quo. Op het album stond een cover van "Roadhouse blues", dat geschreven werd door de leden van The Doors.
Het door Francis Rossi en Bob Young geschreven nummer "Paper Plane" werd als enige single van het album uitgebracht. Als B-kant werd het door Rick Parfitt en Alan Lancaster geschreven "Softer Ride" gebruikt. Dit nummer verscheen in 1973 op het album Hello!. "Paper Plane" was de eerste single van de Quo, van drieëndertig in totaal, die de top 40 bereikte van de UK Singles Chart. Het nummer bleef steken op de achtste plaats.
Piledriver stond destijds zevenendertig weken lang in de Britse hitlijsten en bereikte de vijfde positie. In 2005 werd het album opnieuw uitgegeven, ditmaal voorzien van een live-opname van het nummer "Don't Waste My Time".

## Composities
1. "Don't Waste My Time" (Rossi/Young) - 4:22
2. "Oh Baby" (Rossi/Parfitt) - 4:39
3. "A Year" (Lancaster/Frost) - 5:51
4. "Unspoken Words" (Rossi/Young) - 5:06
5. "Big Fat Mama" (Rossi/Parfitt) - 5:53
6. "Paper Plane" (Rossi/Young) - 2:52
7. "All the Reasons" (Parfitt/Lancaster) - 3:42
8. "Roadhouse blues" (Morrison/Densmore/Krieger/Manzarek) - 7:26

Bonusnummer op de heruitgave uit 2005
9. "Don't Waste My Time" [Live] (Rossi/Young) - 4:21

## Bezetting
- Francis Rossi - gitaar, zang
- Rick Parfitt - gitaar, keyboard, zang
- Alan Lancaster - basgitaar, zang
- John Coghlan - drums